# Televisión por la identidad
Televisión por la identidad o tal vez llamado Televisión x la identidad es una serie de televisión integrada por tres unitarios dirigidos por Miguel Colom, producida y transmitida por Telefe de Argentina en 2007 y publicada como DVD en 2008 por Página/12. Ganadora del premio Emmy en 2008, el ciclo está integrado por tres capítulos dedicados cada uno a un niño desaparecido por apropiación de las fuerzas de seguridad durante la última dictadura militar (1976-1983) y restituidos por las Abuelas de Plaza de Mayo. Durante la misma desaparecieron alrededor de quinientos niños, la gran mayoría de los cuales se tiene la certeza de que están vivos, habiéndose restituido 139, a enero de 2025.
El programa fue parte de un proyecto de la Asociación Abuelas de Plaza de Mayo, con el fin de crear en la sociedad conciencia sobre la situación de los niños que aún permanecen desaparecidos y privados de su identidad. Fue declarado de interés cultural por la Legislatura de la Ciudad de Buenos Aires, recibió el Premio Clarín Espectáculos como mejor ficción unitaria y cuatro Premios Martín Fierro, entre ellos el de mejor unitario o miniserie del año. En 2008 recibió el Premio Emmy Internacional a la mejor película de televisión o miniserie, siendo el primer ciclo de habla hispana en llevarse ese galardón.

## Antecedentes
Televisión por la identidad es un proyecto de la productora de Contenidos "Los Puentes de la Memoria" junto con la Asociación Abuelas de Plaza de Mayo, con el fin de crear en la sociedad conciencia sobre la situación de los niños que aún permanecen desaparecidos y privados de su identidad. Forma parte de un proyecto más amplio de movilización del arte para llegar masivamente a la población y a los propios nietos desaparecidos, que desde fines de la década de 1990 comenzaron a volverse adultos y que en la gran mayoría de los casos desconocen su verdadera identidad, aunque probablemente puedan tener sospechas al respecto.
El dato de la edad de los nietos desaparecidos es determinante, porque al crecer y volverse adultos, su recuperación ya no depende tanto de los apropiadores que les ocultaron su identidad, como de sus propias decisiones, dudas y miedos interiores. Teniendo en cuenta esta realidad, las Abuelas de Plaza de Mayo comenzaron a buscar modos más masivos y profundos de llegar a la población y, de manera directa, a sus nietos aún desaparecidos. En ese camino recurrieron a los artistas para impulsar iniciativas por disciplina, con los nombres de "teatro x la identidad", "cine por la identidad", "rock por la identidad", "pintura colectiva", "gráfica para las Abuelas", etc.
Televisión por la Identidad tuvo como antecedente e impulso, la masividad alcanzada por la telenovela Montecristo producida y transmitida por Telefe durante 2006 y realizada por el mismo equipo que hizo Televisión por la identidad. La telenovela incluía centralmente en su trama la situación de los niños secuestrados-apropiados y la organización de un sistema de partos clandestinos y adopciones encubiertas, organizados por el último gobierno militar. La gran difusión popular de la telenovela llevó a una amplia difusión de la problemática de los bebés robados durante la dictadura y la tarea de las Abuelas de Plaza de Mayo.
El proyecto forma parte de un programa cultural más amplio que incluye también las áreas artísticas denominadas "Teatro por la Identidad" y "Música por la Identidad", que se llevan adelante con éxito desde 2004.
Telefe aceptó el proyecto y lo produjo a través de su área Telefé Contenidos, dirigida por Claudio Villarruel y Bernarda Llorente. Televisión por la identidad forma parte de un proyecto más amplio de movilización del arte para llegar masivamente a la población y a los propios nietos desaparecidos, que desde fines de la década de 1990 comenzaron a volverse adultos, y que en la gran mayoría de los casos desconocen su verdadera identidad, aunque probablemente puedan tener sospechas al respecto.
Televisión por la Identidad ha reactualizado, desde una perspectiva optimista, el debate sobre la televisión y su función cultural y social, sobre todo en referencia a la proliferanción de lo que ha dado en llamarse televisión basura. Al respecto Bernarda Llorente, codirectora artística del ciclo, sostuvo que:

Uno puede encontrar o generar fisuras en la industria para canalizar sus compromisos en la pantalla. Nosotros creemos que la TV no es sólo rating. Nosotros podríamos hacer una televisión con menos apuestas, subestimando a la audiencia y haciendo sólo la TV de lo posible o de la fórmula segura. Telefe siempre apostó a abrirle el juego a la TV de lo imposible, según la lógica que impera en la industria, a partir de un compromiso básicamente personal que tenemos con la realidad. Poder unir el trabajo con las partes más profundas de tu conciencia es un privilegio. Un privilegio que uno tiene que pelear, ganar y arriesgar; no es gratuito. Es una elección en la que está embarcado todo el equipo. Para este proyecto se rompieron las reglas burocráticas del trabajo para atarse a las reglas del corazón, la conciencia y el compromiso. Hay un montón de gente que no sólo apuesta a hacer una televisión distinta, sino que también imagina una realidad diferente.

El actor Gustavo Garzón, quien actúa en el primer capítulo reflexionó del siguiente modo acerca de la significación de la serie:

Cuando el canal me convocó, dije que sí sin siquiera leer el guion. Hay cosas en las que no importa si el personaje es grande o chico, si el libro es bueno o no. Es participar de un hecho histórico como es que el genocidio argentino tenga difusión masiva.

## Autores y realizadores
- Idea Original:Horacio Darío Ponce para Los Puentes de la Memoria" Productora de Contenidos (Ponce, Vannucci, Ponce)
- Dirección integral: Miguel Colom
- Autores: Marcelo Camaño, Melina Pedraza Guillermo Salmerón. Con la colaboración de Martín Méndez.
- Producción ejecutiva: Guillermo Salmerón
- Producción general: Claudio Meilán
- Fotografía: Pedro Suárez
- Dirección de cástines: Claudia Zaefferer
- Musicalización: Maxi Riguelme
- Edición: Andrés Palacios
- Posproducción: Hernán Luna
- Sonido: Carlos Serrano y Marcos Miranda
- Dirección de arte: Belén García Posadas, Manuel Paz y Mercedes Gumbold
- Vestuario: Georgina Duarte
- Productor técnico: Rubén Bértora

### Primera unidad
- Idea Original: Los Puentes de la Memoria" Productora de Contenidos (Ponce, Vannucci, Ponce)
- Producción: Manuel Garriga

### Unidad dos
- Idea Original: Los Puentes de la Memoria" Productora de Contenidos (Ponce, Vannucci, Ponce)
- Dirección: Diego Sánchez
- Dirección de fotografía: Armando Catube

## Capítulos
La serie está integrada por tres capítulos, cada uno de ellos escrito desde un punto de vista diferente. Marcelo Camaño y Guillermo Salmerón, autores del ciclo, explican su experiencia de la siguiente manera:

Fue difícil escribir estos tres guiones. Teníamos que cuidarnos para no agotar el modelo porque los libros giran alrededor de la misma estructura esencial. Por eso decidimos que cada uno de los episodios mostrara una perspectiva diferente. El primero explora el punto de vista de las nenas apropiadas; el segundo parte de la realidad de los chicos de padres desaparecidos que terminaron viviendo con represores, y el último detalla la lucha de las abuelas por los bebes nacidos en cautiverio.

Una vez realizados los guiones de base, los mismos fueron analizados y reescritos con los protagonistas reales de los hechos y los actores, que aportaron situaciones y recuerdos concretos haciendo a las historias y a los personajes más creíbles.

### Tatiana
El primer capítulo del ciclo es la historia de Tatiana Ruarte Britos y su hermana Laura Jotar Britos, la primera nieta recuperada por las Abuelas de Plaza de Mayo, en marzo de 1980 cuando aún subsistía el régimen militar.
Tatiana y su hermana quedaron abandonadas cuando tenía cinco años en una plaza de Villa Ballester (Gran Buenos Aires), luego de que sus padres fueran secuestrados durante la dictadura autodenominada Proceso de Reorganización Nacional (1976-1983) y fueron dadas en adopción sin realizar ninguna averiguación sobre el paradero de los padres. Las niñas se criaron así sin conocer su verdadero origen.
Los adoptantes de ambas niñas, el matrimonio Sfiligoy, es uno de los pocos casos de padres adoptivos de buena fe (solo 14 casos). Jamás habían ocultado su origen a las niñas y en cuanto tuvieron conocimiento que las niñas podían ser hijas de desaparecidos secuestradas, se pusieron a disposición de las Abuelas de Plaza de Mayo y la justicia, facilitando en todo los posible la situación. Tatiana y Laura siguieron viviendo con los Sfiligoy.
Al final Tatiana Ruarte personalmente, junto a su hija mayor, reflexiona frente a la cámara sobre su vida, sus padres y madres, sus abuelas y su propia condición de madre. En un momento dice que «cada nieto encontrado es como volver a nacer».
El capítulo cierra con la canción Palabras para Julia en versión de Mercedes Sosa, un famoso poema que escribiera para su hija el poeta catalán José Agustín Goytisolo y al que Paco Ibáñez le puso música. (Ver canción). Otros temas musicales del capítulo son Cuanto tiempo más llevará de Serú Girán, acompañando el mensaje de la lentitud de los procesos psicológicos de recuperación de la memoria por parte de los niños restituidos, y el coro gritado de The great gig in the sky (El lado oscuro de la luna) de Pink Floyd, en el momento crítico en el que Tatiana recuerda todo.
El elenco del primer capítulo estuvo integrado por:
- Soledad Villamil, la madre adoptiva, Inés de Sfiligoy.
- Malena Solda, la madre desaparecida; Mirta Britos.
- Lidia Catalano, una de las abuelas; Maria Laura.
- Lucrecia Capello la otra abuela; Carmen.
- Fabio Aste, el padre adoptivo, Carlos Sfiligoy.
- Diana Lamas, la asistente social que interviene en la adopción; Silvia.
- Sofía Elliot, Tatiana adolescente.
- Gustavo Garzón, el juez que concede a las niñas en adopción.
- Alejandra Flechner, la celadora del hogar para huérfanos.
- Claudio Gallardou, el payaso Patapúfete.
- Micaela Brusco, Tatiana de niña.

### Juan
El segundo unitario es la historia fiel de Juan Cabandié, nacido en la ESMA y quien fuera apropiado por un sargento de la policía que participó activamente de la represión ilegal. Su historia incluye también la relación con su hermana Vanina, hija del apropiador, quien lo impulsó a buscar a su familia biológica. Es Vanina la que le dice a Juan, en un momento crítico: ahora tenés todo un pasado por delante.
En el último tramo del capítulo aparece el propio Juan Cabandié hablando en la ESMA, el lugar donde nació, en ocasión del acto de su recuperación para convertirlo en espacio de la memoria, el 24 de marzo de 2004. Luego aparece nuevamente Cabandié hablando a la cámara, transmitiendo sus emociones y conclusiones, sobre todo en relación con su primer hijo, próximo a nacer, y la alegría que siente de poder brindarle su verdadera identidad.
El capítulo intenta darle a los personajes caracteres creíbles, evitando los estereotipos fáciles. En un reportaje a Carlos Belloso sobre el papel que le tocó representar, el actor cuenta:

P: ¿Este personaje es uno de los más terribles que te tocó asumir?
CB: Yo no lo vi nunca particularmente como malo. Yo creo que es un hombre que quiso formar una familia, pero que se equivocó mucho. Al mismo tiempo vivió también en un sistema equivocado y eso es, para mí, lo más perverso de todo. Yo traté de darle una visión más humana para no caer en el estereotipo. Hubo un primer libro que tanto yo como la verdadera Vanina, cuestionamos.
P: ¿Por qué?
CB: Nos pareció muy esquemático. Este hombre tenía dos caras, una cara para la sociedad y otra cara para su familia. Eso es más que nada lo que yo quise reflejar. Luis Falco fue un hombre que estuvo al borde de la esquizofrenia.

El elenco está integrado por:
- Carlos Belloso, como Luis Falco.
- Mariano Torre, como Juan Cabandié.
- Leonora Balcarce, como su hermana Vanina Falco.
- Graciela Tenenbaum, como Teresa Falco.
- Cristina Fridman como Claudia.
- Hugo Cosiansi como el psicólogo.
- Floria Bloise como la Abuela de Plaza de Mayo.
- María Bufano, como una abuela.
- Vilma Ferran como la otra abuela de Juan.
- Lucas Krourer como Juan de niño.
- Nicole Popper como Vanina de niña.
- Mario Moscoso como tío de Juan.

El capítulo cierra con la interpretación del tema Nunca más, de Teresa Parodi, interpretado por ella y León Gieco. Otros temas musicales que aparecen en el capítulo son Dejaré que el tiempo me alcance de Daniel Melero (cuando Juan y Vanina se dirigen en taxi para iniciar la búsqueda de su identidad), La memoria de León Gieco (cuando quien Juan creía que era su madre le confiesa que es adoptado), y dos tangos instrumentales de Astor Piazzolla.
La canción de León Gieco Yo soy Juan está inspirada en Juan Cabandié, pero la misma no es transmitida en el capítulo.

### Nietos de la esperanza
Es el tercer y último unitario del ciclo. Se trata de una historia de ficción, la de Lucía (Érica Rivas), compuesta a partir de varios casos reales y anécdotas que representan a los nietos restituidos. El guion está construido como si se estuviera realizando un documental de la historia de Lucía. El título deriva del documental "Hijos del dolor, nietos de la esperanza" (2004), dirigido por Benjamín Dávila y producido por Cuatro Cabezas.
En el capítulo se muestra la detención, tortura, partos y asesinatos de las mujeres detenidas-desaparecidas durante la dictadura militar que gobernó el país entre 1976 y 1983, la apropiación clandestina de los niños de las detenidas-desaparecidas y la búsqueda por parte de las abuelas y abuelos y la compleja reinserción en sus familias, una vez recuperada la democracia en 1983.
La canción final de este tercer capítulo es Clara y morena de la cantautora argentina Guadalupe Álvarez Luchia, quien también canta la canción Respira, en la telenovela Montecristo, realizada por el mismo equipo. (para escuchar Clara y morena).
En elenco de este unitario es:
- Celeste Cid, Julia, la madre desaparecida.
- Valentina Bassi, Esther, compañera de cautiverio de Julia.
- Juan Palomino, represor, jefe del grupo de tareas.
- Betiana Blum, Celia, la abuela.
- Alberto Fernández de Rosa, Francisco, el abuelo.
- Bernarda Pagés, la apropiadora.
- Alex Benn, el apropiador.
- Martín Gianola, médico del Hospital Militar.
- Carlos Moreno, el juez.
- Mabel Pessen
- Ailen Guerrero
- Érica Rivas
- Mausi Martínez

En el final aparecen los testimonios reales y mensajes de hijos de desaparecidos y nietos restituidos dirigidos a los nietos aún desaparecidos.
- Juliana García
- Lorena y Flavia Battistiol
- Juan Cabandié
- Sabino Abdala
- Silvana Aranda
- Victoria Donda
- Tatiana Ruarte Britos

## Audiencia
La serie fue exhibida en dos oportunidades por Telefe, uno de los dos canales de televisión abierta de mayor audiencia de la Argentina, durante los meses de noviembre y diciembre, los lunes a las 22 horas, transmitiéndose cada semana uno de los tres unitarios.
Las mediciones de índice de audiencia mostraron que el ciclo tuvo una muy alta audiencia (entre 18 y 20 puntos), si se tiene en cuenta su temática compleja y dura, obteniendo un nivel similar al que alcanzaba Gran Hermano, que en ese momento era el principal programa en el horario de máxima audiencia de Telefe.
En 2008, Telefe, decidió emitir nuevamente los capítulos a partir del miércoles 9 de julio a las 23:30.

## Música
Cada capítulo de esta serie cierra con una canción:
- Capítulo 1: Palabras para Julia por Mercedes Sosa, un famoso poema que escribiera para su hija el poeta catalán José Agustín Goytisolo y al que Paco Ibáñez le puso música. (Ver canción)
- Capítulo 2: Nunca más por Teresa Parodi y León Gieco, una canción que la cantante escribiera y que se encuentra en su álbum Pequeñas revoluciones.[12]
- Capítulo 3: Clara y morena de la cantautora argentina Guadalupe Álvarez Luchia.

## Premios y distinciones
- Declarado de interés cultural por la Legislatura de la Ciudad de Buenos Aires (2007)
- Premio Clarín Espectáculos 2007: Ficción unitaria
- Premios Martín Fierro 2007: Mejor unitario y/o miniserie, actor protagonista de unitario y/o miniserie (Carlos Belloso), actor de reparto en drama (Gustavo Garzón), y actriz de reparto en drama (Lucrecia Capello)[16]
- Premio Clarín Espectáculos 2008: Dirección (Miguel Colom), y revelación femenina (Sofía Elliot)
- Premios Emmy Internacional 2008: Mejor película de televisión o miniserie

### Nominaciones
- Martín Fierro 2007
  - Mejor actriz protagonista de unitario y/o miniserie (Bettiana Blum)
  - Mejor autor/libretista
  - Mejor director (Miguel Colom)
  - Producción integral
- Clarín Espectáculos 2008
  - Mejor ficción unitario
  - Mejor actor protagónico de drama (Carlos Belloso)
  - Revelación masculina (Lucas Krouer)
  - Mejor guion (Marcelo Camaño/Guillermo Salmerón)